# Psallus beduinus
Psallus (Compsidolon) beduinus – gatunek pluskwiaka z podrzędu różnoskrzydłych i rodziny tasznikowatych.

## Taksonomia
Gatunek opisany został w 1966 roku przez Rauno E. Linnavouriego na podstawie okazów dwóch samców odłowionych w 1962 roku na roślinie z rodzaju bylica (Artemisia).

## Opis
Białawo-żółty pluskwiak o długości ciała 2,5 mm. Oczy ciemnobrązowe. Pierwszy człon czułków przyciemniony lub ciemnobrązowy o wierzchołku żółtym. Reszta czułków żółta. Tarczka pomarańczowawa u podstawy. Półpokrywy białawe, drobno ziarenkowane, o clavus, corium i wierzchołkowej połowie cuneus ciemnobrązowawo-szarych. Uda żółtawo-brązowe a golenie białawe z ciemnymi kropkami z których odchodzą jasne kolce. Włoski na górnej powierzchni ciała żółtawe. Rostrum sięgające do tylnych bioder. Drugi i trzeci człon stóp tylnych odnóży równej długości.

## Występowanie
Gatunek zamieszkuje Egipt, gdzie wykazany został z półwyspu Synaj.